# Christus von Otero

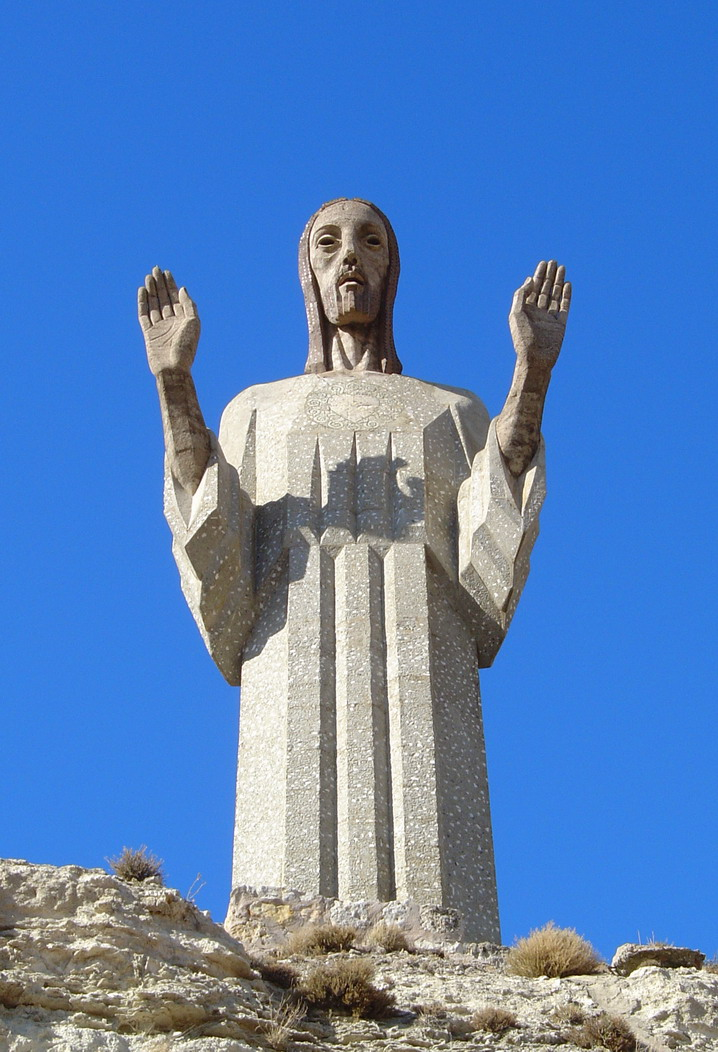
El Cristo del Otero

Der Christus von Otero (spanisch: El Cristo del Otero, „Der Christus der Anhöhe“) ist eine rund 21 Meter hohe Christusstatue bei Palencia in Spanien. Sie wurde 1930 vom spanischen Bildhauer Victorio Macho (1887–1966) geschaffen und am 12. Juni 1931 eingeweiht.
Die Statue steht barfüßig, also ohne Sockel, auf einem rund 150 Meter hohen Hügel außerhalb der Stadt, umgeben von Weiden und Getreidefeldern. Sie besteht aus Zement und wiegt 392 Tonnen. Für das ganze Monument wurden 1'400 Tonnen Beton gebraucht.
Auffällig ist die Betonung der Vertikale. Die Figur ist ausgesprochen schlank. Der Stil erinnert an die Art-déco-Bewegung der 1920er- und 1930-Jahre, wobei auch kubistische Elemente hineinspielen. Der Künstler ließ sich am Fuß der Statue begraben. In Palencia und in Toledo gibt es je ein Museo Victorio Macho, die seine Werke ausstellen.